# Агріньєрит
Агріньєрит — це дуже рідкісний урановий мінерал класу оксидів. Уперше знайдений у 1971 році на урановому родовищі Margnac Mine у Франції. На сьогоднішній день зустрічається тільки у цьому місці. Названий на честь Генрі Агріньє — інженера мінералогічної лабораторії коміссаріату атомної енергетики Франції.